# نورت لیکپورت (کالیفرنیا)
نورت لیکپورت (به انگلیسی: North Lakeport) یک منطقهٔ مسکونی در ایالات متحده آمریکا است که در شهرستان لیک، کالیفرنیا واقع شده‌است. نورت لیکپورت ۱۶٫۹۶۵ کیلومتر مربع مساحت و ۳٬۳۱۴ نفر جمعیت دارد.